# Католический университет Лиона
Католический университет Лиона (фр. Université catholique de Lyon) — негосударственное высшее учебное заведение, дающее как религиозное так и светское образование в различных областях науки. Расположен в городе Лион, Франция. В настоящее время в Университете обучаются около 8600 студентов, из которых 1300 — иностранцы. Ректор — о. Тьерри Маньен, обладатель докторских степеней как по физике, так и по теологии.

## Структура
С 2005 года Католический университет Лиона разделён на два кампуса, расположенных неподалёку друг от друга в самом центре города.
Кампус Белькур (Site Bellecour) объединяет факультеты теологии, философии, языка и литературы и естественнонаучный. В кампусе Карно (Site Carnot) располагается факультет права, экономики и социальных наук.
Кроме 5 факультетов в состав Университета также входят 6 высших школ, 6 научно-исследовательских центров и 4 инженерных колледжа, объединённых в Политехнический институт Лиона (Institut polytechnique de Lyon).

## История
Католический университет в Лионе был основан в 1875 году после выхода в свет закона о свободном высшем образовании, разрешившим основание частных высших учебных заведений. Инициаторами создания Университета стала группа мирян-католиков. Официальное открытие состоялось в 1877 году.
1877 год - основание факультетов литературы и науки.
1878 год - основание Высшей школы богословия (преобразована в факультет в 1886 г.).
1919 год - открытие школы химии (стала институтом промышленной химии и физики (ICPI), а в феврале 1992 г.).
1932 год - основание Факультета философии.